# Copa Castilla y León de fútbol 2013-14
La V Copa de Castilla y León de fútbol es un torneo de fútbol español entre clubes de Castilla y León.

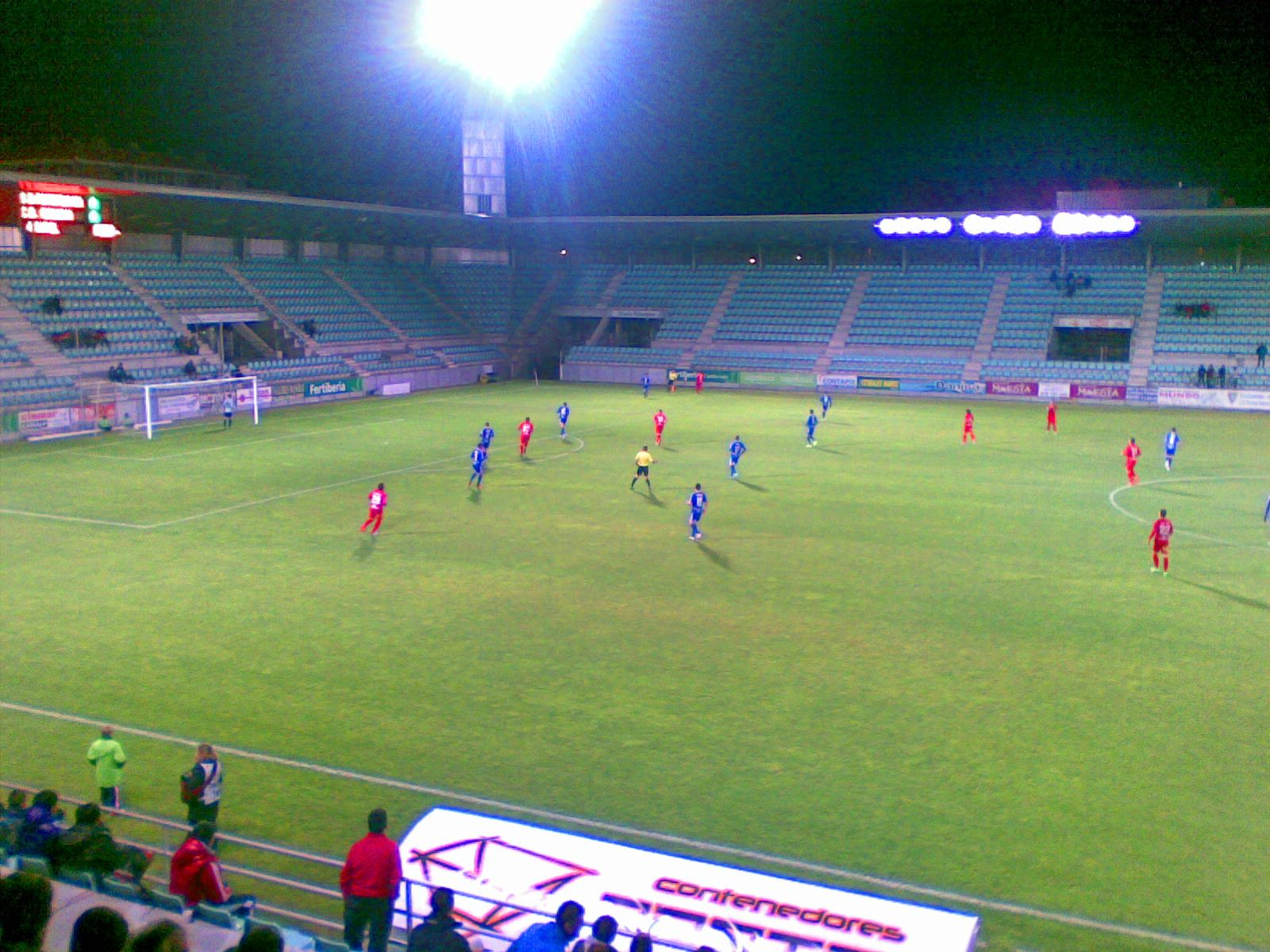
Final entre el CD Numancia y SD Ponferradina

## Planteamiento inicial
En la quinta edición de la Copa de Castilla y León de fútbol compiten un total de 14 equipos (dos menos que la edición anterior), quedándose en 13 tras la desaparición de la Unión Deportiva Salamanca y la no inscripción de ningún sustituto.
Trae como novedad la reducción de los cabezas de serie de 4 a 2, y que además estos entrarán en ronda de semifinales y no en cuartos de final.
Los partidos se desarrollaron en cuatro fases: 
- En la fase de grupos participan 12 clubes de Segunda División, Segunda División B y Tercera División, distribuidos en cuatro grupos de 3 equipos cada uno, jugándose por el sistema de liga a una sola vuelta entre los días 28 de julio y 3 de agosto, según acuerdo entre los clubes. Se clasifican los campeones de grupo. Según el calendario por la Federación de Castilla y León de Fútbol, únicamente los equipos del Grupo D jugarían un partido cada uno en su terreno. En los grupos A, B y C, un equipo jugará sus dos partidos como local y otro equipo jugará sus dos partidos como visitante.

- La segunda fase, la disputaron los cuatro campeones de grupo entre sí, jugando dos eliminatorias. Por ello, no es del todo correcto utilizar la nomenclatura de cuartos de final para esta ronda. Se jugaron los días 20 y 21 de agosto, a partido único.

- Las semifinales se disputaron a partido único, los días 4 de septiembre y 9 de octubre de 2013 (inicialmente se disputarían del 3 a 5 de septiembre), por los dos vencedores de la anterior ronda, más al que se le suman el C.D. Mirandés (como actual campeón) y el Real Valladolid como equipo de Primera División, y que jugarán la eliminatoria como visitantes.

- La final se juega el 20 de noviembre de 2013 a las 20.00 h. en el Estadio Nueva Balastera de Palencia, siendo la primera final en campo neutral. Inicialmente estaba previsto que se disputase el 9 de octubre de 2013, en el campo del club de menor categoría en la temporada 2012/2013 y si fuese la misma, a sorteo puro.

Los catorce equipos participantes (distribuidos según la categoría de la temporada 2013/14) son:
| De Primera División | De Segunda División                                 | De Segunda División B                                                                                  | De Tercera División                                                                      |
| ------------------- | --------------------------------------------------- | --- | ---------------------------------------------------------------------------------------- |
| - Real Valladolid   | - S.D. Ponferradina - C.D. Numancia - C.D. Mirandés | - Unión Deportiva Salamanca - C.D. Guijuelo - Zamora C.F. - Burgos C.F. - Cultural y Deportiva Leonesa | - Arandina C.F. - CD La Granja - Atl. Astorga - Atlético Bembibre - La Virgen del Camino |

Obtuvo su derecho en el campo a disputar la competición pero renunció: 
- Gimnástica Segoviana

Cabe comentar que el Atlético Bembibre se planteó su participación en el torneo debido a diferencias con la organización del calendario.

### Caso UDS
La Unión Deportiva Salamanca estuvo encuadrada en el Grupo A, pero al desaparecer el equipo, se estuvo esperando para conocer qué equipo jugaría en su lugar. A saber: Salamanca Athletic Club o Club de Fútbol Salmantino (antiguo Club Deportivo Salmantino). Finalmente la FCYLF decidió no inscribir a ningún equipo en su lugar, por lo que el grupo A, pasó a ser una eliminatoria a partido único.

## Desarrollo de la competición
Los emparejamientos hasta las semifinales se deciden por proximidad geográfica.

### Fase de grupos

#### Grupo A
| 31 de julio de 2013, 19:30 h.                        | CD La Granja | 0-0 | C.D. Guijuelo | El Hospital, La Granja de San Ildefonso (Segovia)    |  |
|                                                      |              |     |               | Asistencia: 100 espectadores Árbitro(s): Cid Camacho |  |
| El CD La Granja venció la tanda de penaltis por 3-1. |              |     |               |                                                      |  |

| Pos | Equipo                    |  |     |  | Pts | PJ | PG | PE | PP | GF | GC | GAv |
| --- | ------------------------- |  | --- |  | --- | -- | -- | -- | -- | -- | -- | --- |
| 1   | CD La Granja              |  | 0-0 |  | 1   | 1  | 0  | 1  | 0  | 0  | 0  | 0   |
| 2   | C.D. Guijuelo             |  |     |  | 1   | 1  | 0  | 1  | 0  | 0  | 0  | 0   |
| 3   | Unión Deportiva Salamanca |  |     |  | 0   | 0  | 0  | 0  | 0  | 0  | 0  | 0   |

#### Grupo B
| 28 de julio de 2013, 20:00 h. | Atl. Astorga | 0-2 | S.D. Ponferradina   | La Eragudina, Astorga (León)                          |                                                       |
|                               |              |     | 71' Fofo · 80' Fofo | Asistencia: 400 espectadores Árbitro(s): Ruiz Sánchez | Asistencia: 400 espectadores Árbitro(s): Ruiz Sánchez |

| 31 de julio de 2013, 20:30 h. | Atlético Bembibre | 0-2 | S.D. Ponferradina         | La Devesa, Bembibre (León)                           |                                                      |
|                               |                   |     | 21' Juanjo · 81' Yuri (p) | Asistencia: 400 espectadores Árbitro(s): Ateca Yáñez | Asistencia: 400 espectadores Árbitro(s): Ateca Yáñez |

| 3 de agosto de 2013, 20:00 h. | Atl. Astorga                          | 2-0 | Atlético Bembibre | La Eragudina, Astorga (León)                             |                                                          |
|                               | 20' David Bandera · 81' Borja Bandera |     |                   | Asistencia: 500 espectadores Árbitro(s): Arias Rodríguez | Asistencia: 500 espectadores Árbitro(s): Arias Rodríguez |

| Pos | Equipo            |     |  |     | Pts | PJ | PG | PE | PP | GF | GC | GAv |
| --- | ----------------- | --- |  | --- | --- | -- | -- | -- | -- | -- | -- | --- |
| 1   | S.D. Ponferradina |     |  |     | 6   | 2  | 2  | 0  | 0  | 4  | 0  | 4   |
| 2   | Atl. Astorga      | 0-2 |  | 2-0 | 3   | 2  | 1  | 0  | 1  | 2  | 2  | 0   |
| 3   | Atlético Bembibre | 0-2 |  |     | 0   | 2  | 0  | 0  | 2  | 0  | 4  | -4  |

#### Grupo C
| 27 de julio de 2013, 20:00 h.                                      | Burgos C.F. | 0-4 | C.D. Numancia                                                     | El Plantío, Burgos                                      |                                                         |
|                                                                    |             |     | 12' Del Pino · 27' Pedro Martín · 56' Julio Álvarez · 70' Natalio | Asistencia: 500 espectadores Árbitro(s): Cuesta Revilla | Asistencia: 500 espectadores Árbitro(s): Cuesta Revilla |
| Natalio anotó el gol 200 en la historia de la Copa Castilla y León |             |     |                                                                   |                                                         |                                                         |

| 31 de julio de 2013, 20:15 h. | Arandina C.F. | 0-5 | C.D. Numancia                                                                   | El Montecillo, Aranda de Duero (Burgos)               |                                                       |
|                               |               |     | 21' Gallardo · 44' Luis Valcárce · 53' Bedoya · 59' Luis Valcárce · 74' Isidoro | Asistencia: 200 espectadores Árbitro(s): Pérez Martín | Asistencia: 200 espectadores Árbitro(s): Pérez Martín |

| 3 de agosto de 2013, 20:00 h.                                                    | Burgos C.F.                            | 3-1 | Arandina C.F. | El Plantío, Burgos                                     |                                                        |
|                                                                                  | 4' Gabri · 36' Arkáitz · 68' Carralero |     | 51' Gustavo   | Asistencia: 600 espectadores Árbitro(s): Rivero Guerra | Asistencia: 600 espectadores Árbitro(s): Rivero Guerra |
| Partido suspendido en el minuto 81 tras tangana entre jugadores de ambos equipos |                                        |     |               |                                                        |                                                        |

| Pos | Equipo        |     |  |     | Pts | PJ | PG | PE | PP | GF | GC | GAv |
| --- | ------------- | --- |  | --- | --- | -- | -- | -- | -- | -- | -- | --- |
| 1   | C.D. Numancia |     |  |     | 6   | 2  | 2  | 0  | 0  | 9  | 0  | 9   |
| 2   | Burgos C.F.   | 0-4 |  | 3-1 | 3   | 2  | 1  | 0  | 1  | 3  | 5  | -2  |
| 3   | Arandina C.F. | 0-5 |  |     | 0   | 2  | 0  | 0  | 2  | 1  | 8  | -7  |

#### Grupo D
| 27 de julio de 2013, 19:00 h. | La Virgen del Camino | 1-2 | Cultural y Deportiva Leonesa   | Los Dominicos, La Virgen del Camino (León)               |                                                          |
|                               | 5' Ramírez           |     | 14' Tejada · 42' David Álvarez | Asistencia: 400 espectadores Árbitro(s): Arias Rodríguez | Asistencia: 400 espectadores Árbitro(s): Arias Rodríguez |

| 31 de julio de 2013, 19:00 h. | Zamora C.F.                            | 3-0 | La Virgen del Camino | Ruta de la Plata, Zamora                             |                                                      |
|                               | 17' Hugo · 29' Mario Villar · 36' Moha |     |                      | Asistencia: 500 espectadores Árbitro(s): Juan Bustos | Asistencia: 500 espectadores Árbitro(s): Juan Bustos |

| 3 de agosto de 2013, 19:00 h. | Cultural y Deportiva Leonesa | 2-3 | Zamora C.F.                               | Puente Castro, León                                   |                                                       |
|                               | 4' Álvaro · 86' Dani Hedreda |     | 21' Hugo · 34' Jorge Hernández · 41' Hugo | Asistencia: 400 espectadores Árbitro(s): Díez Redondo | Asistencia: 400 espectadores Árbitro(s): Díez Redondo |

| Pos | Equipo                       |     |     |     | Pts | PJ | PG | PE | PP | GF | GC | GAv |
| --- | ---------------------------- | --- | --- | --- | --- | -- | -- | -- | -- | -- | -- | --- |
| 1   | Zamora C.F.                  |     |     | 3-0 | 6   | 2  | 2  | 0  | 0  | 6  | 2  | 4   |
| 2   | Cultural y Deportiva Leonesa | 2-3 |     |     | 3   | 2  | 1  | 0  | 1  | 4  | 4  | 0   |
| 3   | La Virgen del Camino         |     | 1-2 |     | 0   | 2  | 0  | 0  | 2  | 1  | 5  | -4  |

### Fase Final
|  | Cuartos de final          | Cuartos de final          |                   |                   | Semifinales             | Semifinales             |   |  | Final                   | Final                   |  |
|  | 20 y 21 de agosto de 2013 | 20 y 21 de agosto de 2013 |                   |                   | 3 sep. y 9 oct. de 2013 | 3 sep. y 9 oct. de 2013 |   |  | 20 de noviembre de 2013 | 20 de noviembre de 2013 |  |
|  |                           |                           |                   |                   |                         |                         |   |  |                         |                         |  |
|  |                           |                           |                   |                   |                         |                         |   |  |                         |                         |  |
|  | CD La Granja              | 0                         |                   |                   |                         |                         |   |  |                         |                         |  |
|  | CD La Granja              | 0                         |                   |                   |                         |                         |   |  |                         |                         |  |
|  | C.D. Numancia             | 2                         |                   |                   |                         |                         |   |  |                         |                         |  |
|  | C.D. Numancia             | 2                         |                   | C.D. Numancia     | 2                       |                         |   |  |                         |                         |  |
|  |                           |                           |                   | C.D. Numancia     | 2                       |                         |   |  |                         |                         |  |
|  |                           |                           | C.D. Mirandés     | 0                 |                         |                         |   |  |                         |                         |  |
|  |                           |                           | C.D. Mirandés     | 0                 |                         |                         |   |  |                         |                         |  |
|  |                           |                           |                   |                   |                         |                         |   |  |                         |                         |  |
|  |                           |                           |                   |                   |                         |                         |   |  |                         |                         |  |
|  |                           |                           |                   |                   |                         | C.D. Numancia           | 1 |  |                         |                         |  |
|  |                           |                           |                   |                   |                         |                         | 1 |  |                         |                         |  |
|  |                           |                           | S.D. Ponferradina | 0                 |                         |                         |   |  |                         |                         |  |
|  | Zamora C.F.               | 0                         | S.D. Ponferradina | 0                 |                         |                         |   |  |                         |                         |  |
|  | Zamora C.F.               | 0                         |                   |                   |                         |                         |   |  |                         |                         |  |
|  | S.D. Ponferradina         | 1                         |                   |                   |                         |                         |   |  |                         |                         |  |
|  | S.D. Ponferradina         | 1                         |                   | S.D. Ponferradina | 3                       |                         |   |  |                         |                         |  |
|  |                           |                           |                   | S.D. Ponferradina | 3                       |                         |   |  |                         |                         |  |
|  |                           |                           | Real Valladolid   | 1                 |                         |                         |   |  |                         |                         |  |
|  |                           |                           | Real Valladolid   | 1                 |                         |                         |   |  |                         |                         |  |
|  |                           |                           |                   |                   |                         |                         |   |  |                         |                         |  |
|  |                           |                           |                   |                   |                         |                         |   |  |                         |                         |  |
|  |                           |                           |                   |                   |                         |                         |   |  |                         |                         |  |
|  |                           |                           |                   |                   |                         |                         |   |  |                         |                         |  |

#### Segunda ronda
| 20 de agosto de 2013, 20:30 h. | Zamora C.F. | 0-1 | S.D. Ponferradina | Ruta de la Plata, Zamora                                  |                                                           |
|                                |             |     | 19' Marquitos     | Asistencia: 1100 espectadores Árbitro(s): Pérez Fernández | Asistencia: 1100 espectadores Árbitro(s): Pérez Fernández |

| 21 de agosto de 2013, 19:30 h. | CD La Granja | 0-2 | C.D. Numancia                   | El Hospital, La Granja de San Ildefonso (Segovia)               |                                                                 |
|                                |              |     | 48' Natalio · 89' Luis Valcarce | Asistencia: 1000 espectadores Árbitro(s): Holgueras Castellanos | Asistencia: 1000 espectadores Árbitro(s): Holgueras Castellanos |

#### Semifinales
| 4 de septiembre de 2013, 20:00 h. | C.D. Numancia                   | 2-0 | C.D. Mirandés | Los Pajaritos, Soria                                        |                                                             |
|                                   | Del Pino 50' · David Martín 68' |     |               | Asistencia: 2079 espectadores Árbitro(s): Palacios Aragonés | Asistencia: 2079 espectadores Árbitro(s): Palacios Aragonés |

| 9 de octubre de 2013, 20:00 h. | S.D. Ponferradina               | 3-1 | Real Valladolid     | El Toralín, Ponferrada (León)                            |                                                          |
|                                | Juanjo 17', 29' · Marquitos 19' |     | 77' (pen.) Alcatraz | Asistencia: 3000 espectadores Árbitro(s): Gómez González | Asistencia: 3000 espectadores Árbitro(s): Gómez González |

#### Final

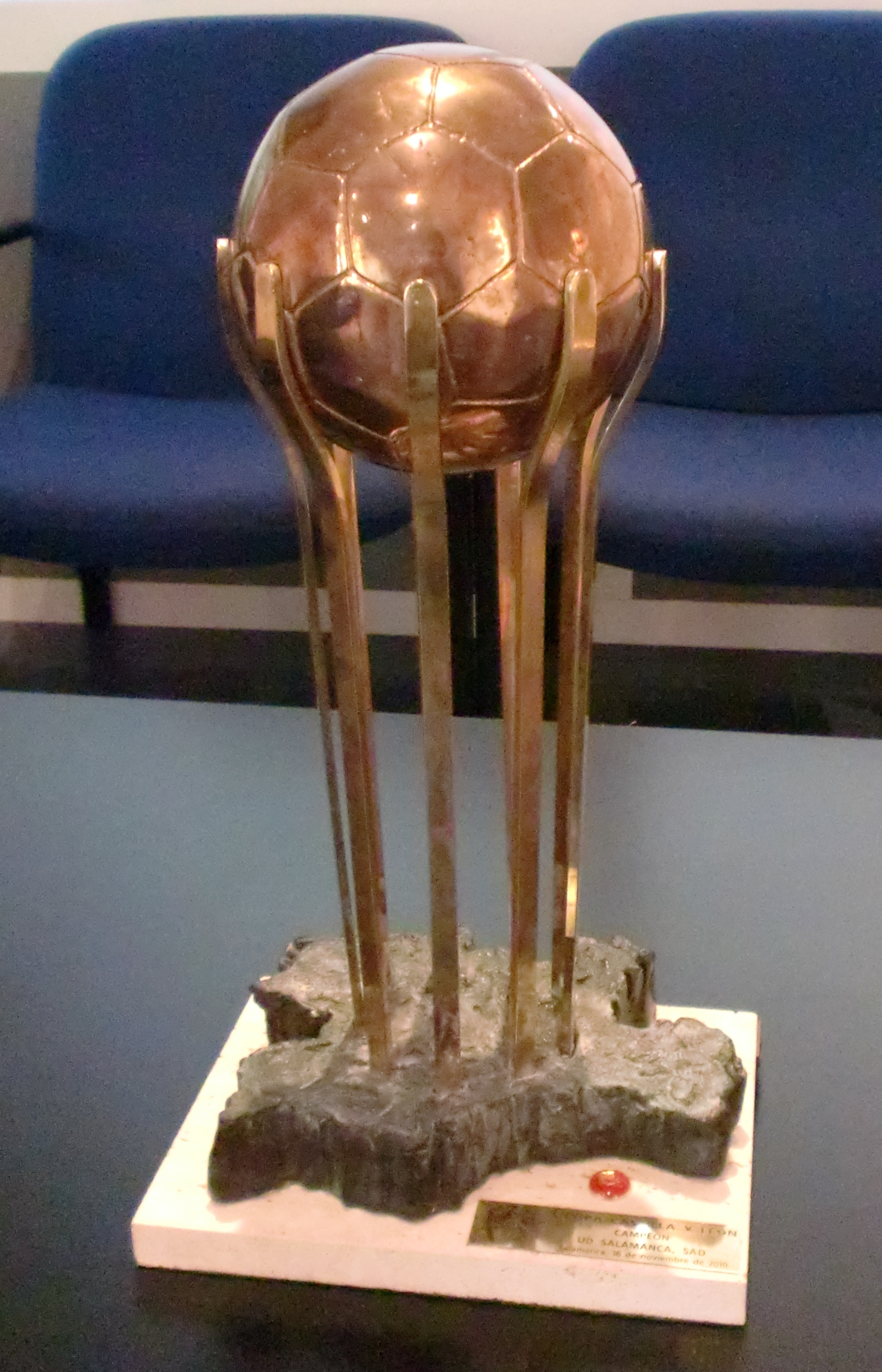

| 20 de noviembre de 2013, 20:00 h. | C.D. Numancia | 1-0 | S.D. Ponferradina | Estadio Nueva Balastera, Palencia                     |                                                       |
|                                   | Vicente 44'   |     |                   | Asistencia: 600 espectadores Árbitro(s): Valdés Aller | Asistencia: 600 espectadores Árbitro(s): Valdés Aller |

## Goleadores
| # | Jugador       | Equipo            | Goles |
| - | ------------- | ----------------- | ----- |
| 1 | Hugo Aguado   | Zamora C.F.       | 3     |
| * | Luis Valcarce | C.D. Numancia     | 3     |
| * | Juanjo        | S.D. Ponferradina | 3     |
| 4 | Natalio       | C.D. Numancia     | 2     |
| * | Del Pino      | C.D. Numancia     | 2     |
| * | Fofo          | S.D. Ponferradina | 2     |
| * | Marquitos     | S.D. Ponferradina | 2     |

## Clasificación completa
| Pos | Equipo                       | Pts | PJ | PG | PE | PP | GF | GC | GAv |
| --- | ---------------------------- | --- | -- | -- | -- | -- | -- | -- | --- |
| 1º  | C.D. Numancia                | 15  | 5  | 5  | 0  | 0  | 14 | 0  | +14 |
| 2º  | S.D. Ponferradina            | 12  | 5  | 4  | 0  | 1  | 8  | 2  | +6  |
| 3º  | Real Valladolid              | 0   | 1  | 0  | 0  | 1  | 1  | 3  | -2  |
| 4º  | C.D. Mirandés                | 0   | 1  | 0  | 0  | 1  | 0  | 2  | -2  |
| 5º  | Zamora C.F.                  | 6   | 3  | 2  | 0  | 1  | 6  | 3  | 3   |
| 6º  | CD La Granja                 | 1   | 2  | 0  | 1  | 1  | 0  | 2  | -2  |
| 7º  | Cultural y Deportiva Leonesa | 3   | 2  | 1  | 0  | 1  | 4  | 4  | 0   |
| 8º  | Atl. Astorga                 | 3   | 2  | 1  | 0  | 1  | 2  | 2  | 0   |
| 9º  | Burgos C.F.                  | 3   | 2  | 1  | 0  | 1  | 3  | 5  | -2  |
| 10º | C.D. Guijuelo                | 1   | 1  | 0  | 1  | 0  | 0  | 0  | 0   |
| 11º | La Virgen del Camino         | 0   | 2  | 0  | 0  | 2  | 1  | 5  | -4  |
| 12º | Atlético Bembibre            | 0   | 2  | 0  | 0  | 2  | 0  | 4  | -4  |
| 13º | Arandina C.F.                | 0   | 2  | 0  | 0  | 2  | 1  | 8  | -7  |
| 14º | U.D. Salamanca               | 0   | 0  | 0  | 0  | 0  | 0  | 0  | 0   |